# Quentalia denticulata
Quentalia denticulata är en fjärilsart som beskrevs av William Schaus 1912. Quentalia denticulata ingår i släktet Quentalia och familjen silkesspinnare. Inga underarter finns listade.